# Golubac (montagne)
Pour les articles homonymes, voir Golubac (homonymie).
Le mont Golubac (en serbe cyrillique : Голубац) est un sommet des monts Tara, un massif situé à l'extrême ouest de la Serbie, le long de la frontière avec la Bosnie-Herzégovine. Il s'élève à une altitude de 1 183 m.